# Katarzyna Wilczyński
Katarzyna Wilczyński także Katerina Wilczynski (ur. 17 stycznia 1894 w Poznaniu, zm. 12 listopada 1978 w Londynie) – polska malarka, rysowniczka, graficzka, ilustratorka. 

## Życiorys

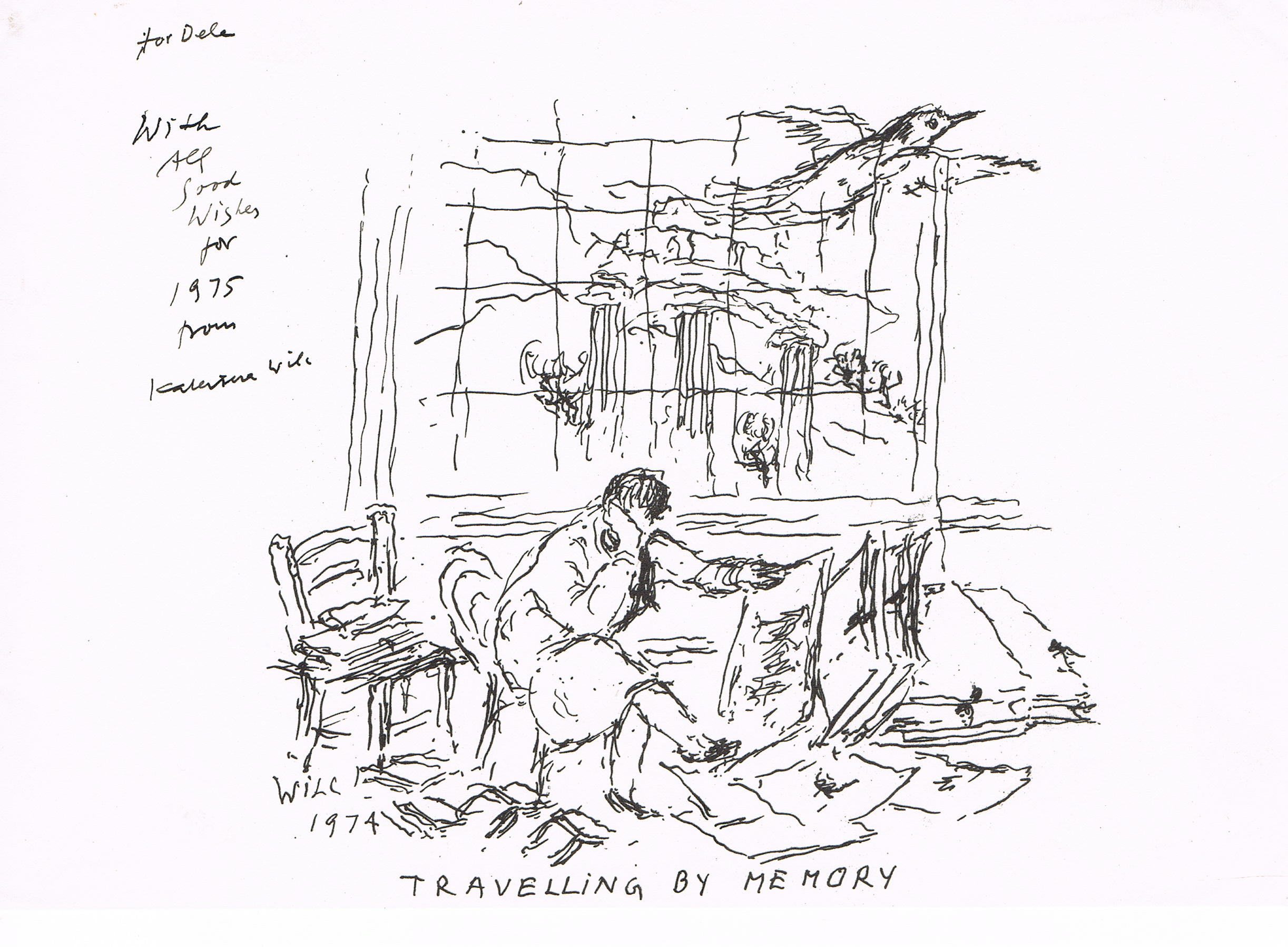
Rysunek Kateriny Wilczynski, 1974

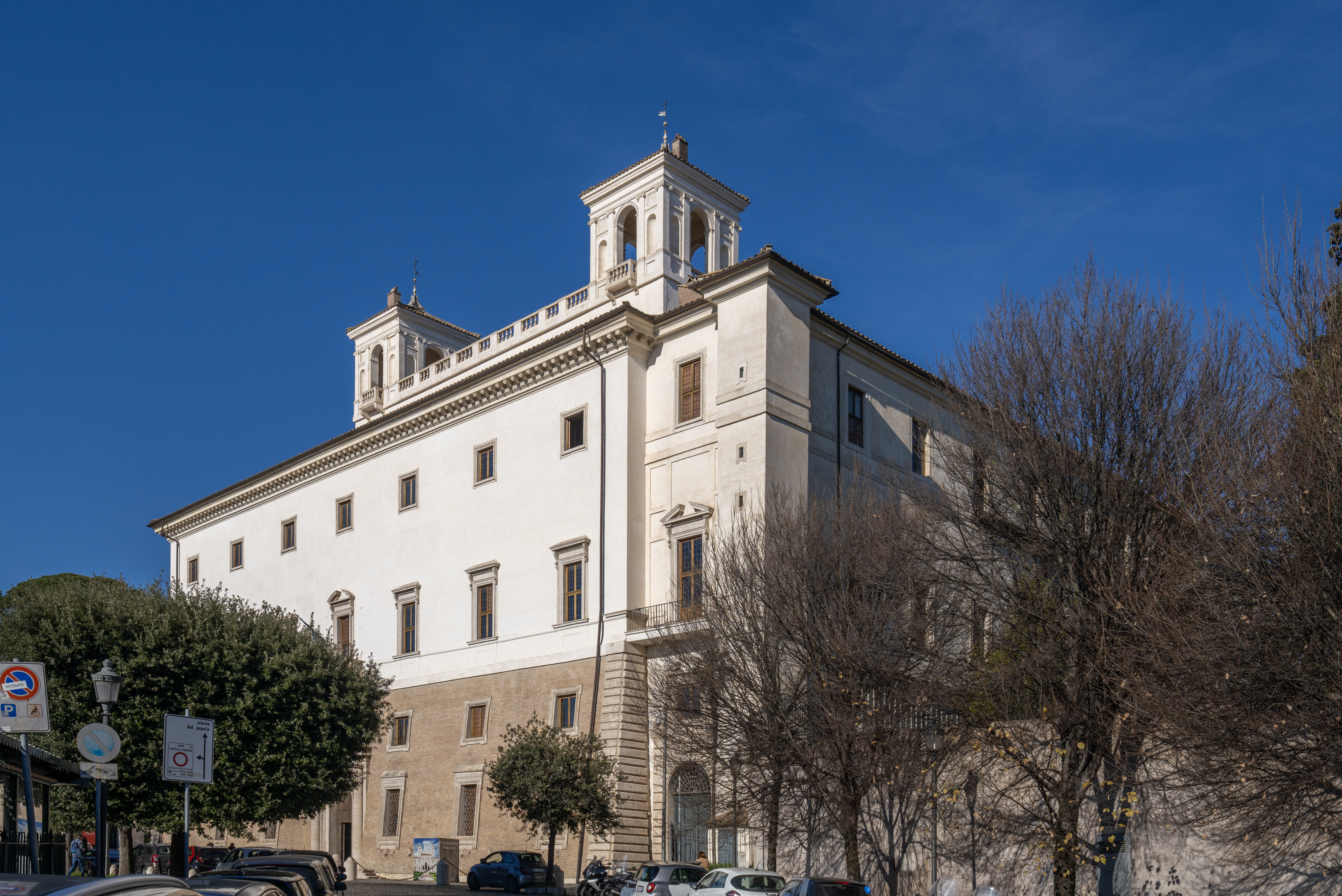
Villa Medici, Rzym

Katarzyna Wilczyński urodziła się 17 stycznia 1894 r. w Poznaniu. Kształciła się w Berlinie. Od 1916 r. studiowała w lipskiej Akademii Grafiki u Hugo Steinera-Praga, berlińskiej Szkole Sztuk i Rzemiosł (Kunstgewerbeschule) oraz Akademii Sztuk Pięknych (Vereinigte Staatsschulen für freie und angewandte Kunst bei Hans Meid) w Berlinie. W latach 20. pracowała w Niemczech jako ilustratorka. W 1930 r. otrzymała francuską nagrodę Prix de Rome, wiązała się ona z trzyletnim stypendium, obejmującym pobyt w Rzymie wraz z mieszkaniem w rzymskiej Académie de France à Rome mieszczącej się w Villa Medici przy Viale Trinità dei Monti 1. Otrzymała także stypendium Accademia Tedesca Roma Villa Massimo niemieckiej instytucji promującej czołowych artystów niemieckich poprzez zagraniczne wizyty studyjne. W Rzymie przybywała do 1939 r. a następnie wyemigrowała do Londynu, gdzie mieszkała do śmierci. 
W czasie II wojny światowej pracowała dla rządu brytyjskiego jako nieoficjalna artystka wojenna i była upoważniona do rysowania zbombardowanych budynków w Londynie. Jej pracy pokazywano na wystawach artystów wojennych w National Gallery. Przynajmniej jedna z prac została zakupiona przez War Artists' Advisory Committee. Obecnie część rysunków znajduje się w Imperial War Museum i Muzeum Wiktorii i Alberta (V&A). 
Po wojnie często podróżowała m.in. do Francji, Hiszpanii, Grecji i Włoch. Zorganizowała dwie indywidualne wystawy w galerii Roland, Browse & Delbanco w 1946 i 1949 r., a następnie wystawę greckich portretów i pejzaży w Ansdell Gallery w 1970 r. Rysunki Wilczynski pojawiły się w kilku książkach, w tym Daphnis and Chloe, Homage to Greece i The Love Songs of Sappho. Ilustracje podpisywała „WILC”. Jest autorką serii portretów pisarzy m.in. Alberta Camusa, Jeana-Paula Sartre'a, T.S. Eliota i Herberta Reada, które miały ukazać się w książce Portrety europejskie. Książka nie została wydana a prace do niej przetrwały w Bibliotèque Nationale i National Portrait Gallery. Katerina Wilczynski zmarła w Londynie w 1978 r. Jej prace znajdują się w zbiorach publicznych m.in. w Dreźnie, Kolonii i Londynie, w tym w Muzeum Ashmolean, National Portrait Gallery i V&A. Retrospektywa jej prac odbyła się w New Art Centre w Chelsea w 1980 roku.

## Wybrane publikacje
- Waldemar Bonsels: Kyrie eleison. Eigenbrödlerverlag, Berlin 1922 – z 6 akwafortami K. Wilczynski
- Waldemar Bonsels: Indienfahrt. Literarische Anstalt Rütten & Loening, Frankfurt a. M. 1920 – z 12 akwafortami K. Wilczynski
- Seria Was nicht im „Baedeker” steht, Piper Verlag 1927–1938, tomy Paris und Rom z rysunkami K. Wilczynski